# Kalamondin
Kalamondin (Citrus x microcarpa)), även kallad calamansi eller kalamansi, är en vinruteväxtart som beskrevs av Aleksandr Andrejevitj Bunge.
Citrus x microcarpa ingår i släktet citrusar, och familjen vinruteväxter. Inga underarter finns listade i Catalogue of Life.